# 董兆豐
董兆豐，1908年至1997年，香港航运业企业家，专长远洋石油运输，是世界船王董浩云的胞兄。

## 生平
1908年生于大清宁波府定海县，今属舟山定海区。父亲董瑞昌自定海赴上海经商，母亲陶氏，是董家长子。二弟董浩云日后成为世界船王，幼弟董兆裕亦是香港美国航运企业家。
早年先后任至于通成公司、美亚保险公司。后投身航运业，从事仓储、驳船等运输业务。1945年1月，获选天津益记公司董事长。1952年移居香港。在港创办海宁保险公司、亚洲船壳保险联营公司等企业。